# Eclipsed
Eclipsed (Eigenschreibweise eclipsed) ist eine monatlich erscheinende Musikzeitschrift aus Aschaffenburg. Ursprünglich als Pink-Floyd-Fanzine gegründet und seit 2000 deutschlandweit im Handel, befasst sich die Zeitschrift inzwischen schwerpunktmäßig mit den Bereichen Artrock, Progressive Rock, Psychedelic Rock, Classic Rock und Hard Rock, behandelt aber auch andere Genres wie Blues, Jazz und Elektronische Musik.

## Inhalt
Die Eclipsed-Ausgaben umfassen gut 100 Seiten. Nach Neuigkeiten, Leserbriefen, kürzeren Bandvorstellungen und -interviews wird in einem Themenschwerpunkt jeweils ausführlich auf einen Musiker, eine Band, ein historisch bedeutsames Album, die Entwicklung eines Genres oder ein Ranking (z. B. die besten Longtracks, die besten Debütalben) eingegangen. Gelegentlich gibt es auch über mehrere Hefte verteilte Schwerpunkte; von Mai 2011 bis September 2012 gab es beispielsweise ein 13-teiliges Special zur Geschichte des Progressive Rock, von September 2014 bis August 2015 eine Reihe zur Musikfotografie.
Mehr als ein Drittel jeder Ausgabe besteht aus Rezensionen von CDs, Schallplatten, DVDs und Büchern, sowohl von Neuerscheinungen als auch von Klassikern und Wiederveröffentlichungen. Im sogenannten „Einkaufszettel“ werden in Kurzrezensionen alle Veröffentlichungen eines Interpreten vorgestellt und bewertet. Der Zeitschrift liegen zudem abwechselnd Promotion-Sampler aus zwei Serien bei (The Art of Sysyphus und Music from Time and Space). Dabei werden die CDs der zweiten Serie nur an Abonnenten ausgeliefert; sie enthalten i. d. R. Stücke eher unbekannter Bands von kleineren Labels. Zusätzlich wird einmal im Jahr eine Best-Of-CD an Abonnenten ausgeliefert mit ausgewählten Titeln des vergangenen Jahres.

## Verlag
Sysyphus, der Verlag des Eclipsed, veranstaltet in Aschaffenburg auch kleinere Musikfestivals und unterstützt oder präsentiert weitere Konzertveranstaltungen. Über die Zeitschrift und die Homepage werden ausgewählte, meist im Heft rezensierte CDs vertrieben. Im Jahr 2013 gab die Eclipsed-Redaktion ein großformatiges Buch mit dem Titel Rock heraus, in dem das Gesamtwerk 20 bedeutender Bands und Musiker analysiert und bewertet wird. Seither sind – in unregelmäßigen Abständen – insgesamt fünf Bände mit unterschiedlichen Interpreten erschienen.